# Almost Love
"Almost Love" é uma canção da atriz e cantora norte-americana Sabrina Carpenter, lançada pela Hollywood Records em 6 de Junho de 2018 como primeiro single de seu terceiro álbum de estúdio Singular. A canção foi escrita por Carpenter e Stargate, o último também produziu a faixa.

## Antecedentes e gravação
"Almost Love" foi escrita e gravada em uma segunda-feira, no início de 2018 entre três e quatro horas. No dia 13 de Maio, Sabrina anunciou através do Twitter que o single seria lançado em 6 de junho, e um dia depois, revelou que ela iria performar a canção no Wango Tango, quatro dias antes do lançamento oficial. O conceito para a música começou quando o Carpenter vi seu telefone e ele tinha uma nota dizendo o título da faixa. Sabrina explicou em uma entrevista com a BUILD Series LND: "Eu tive esses encontros tantas vezes na minha vida, isso é quase uma interação que nunca conseguiu se transformar em qualquer coisa, como as relações que você nunca terminou". Sabrina disse a Billboard que, quando ela estava escrevendo a música, ela não estava pensando "eu ainda tenho que escrever o primeiro single." Carpenter disse: "Escutando a música quando terminamos, teve aquela confiança e personalidade na minha voz que eu realmente não tinha tido antes. Sempre que ouvi, me fez querer levantar e dançar, e eu nunca tive uma música como essa".
A canção foi escrita por Sabrina Carpenter, Steph Jones, Nate Campany, e Mikkel Storleer Eriksen e foi produzida por Stargate. Tim Blacksmith  e Danny D foram os produtores executivos da faixa, enquanto Mikkel Storleer Eriksen programou e serviu como um engeneheiro de registro com Thomas Warren. A canção foi mixada por  Eric J Dubowsky e Tim Watt serviu como assistente na engenharia de gravação. A canção foi masterizada no Sterling Sound em Nova Iorque por Chris Gehringer.

## Vídeo musical
O vídeo da música foi lançado através do Vevo e o YouTube em 13 de julho de 2018.

## Performances ao vivo
Sabrina primeiro performou a canção no Wango Tango , em 2 de junho de 2018, quatro dias antes da data de lançamento.

## Lista de faixas
| Download Digital |               |         |  |
| N.º              | Título        | Duração |  |
| 1.               | "Almost Love" | 3:31    |  |

| Digital download – R3hab remix |                               |         |  |
| N.º                            | Título                        | Duração |  |
| 1.                             | ""Almost Love" (R3hab Remix)" | 2;55    |  |

| Digital download – Shanti Dope version |                                     |         |  |
| N.º                                    | Título                              | Duração |  |
| 1.                                     | ""Almost Love" (feat. Shanti Dope)" | 3:31    |  |

## Pessoal
Créditos adaptados a partir do Tidal.
- Sabrina Carpenter – vocais
- Mikkel Storleer Eriksen – programação, registro de engenharia
- Stargate – produção
- Tim Blacksmith  – produção executiva
- Danny D – produção executiva
- Thomas Warren – registo de engenharia
- Tim Watt – gravação de engenharia assistantance
- Eric J – mistura

## Charts
| Chart (2018)                      | Melhor Posição |
| --------------------------------- | -------------- |
| USA Dance Club Songs (Billboard)  | 41             |
| USA Mainstream Top 40 (Billboard) | 29             |